# かみやまねき
かみや まねき（女性、1月21日 - ）は、フリーで活動している日本の原画家およびイラストレーター。埼玉県出身。代表作にPCゲーム『relations sister×sister.』（Aile）および『ノーブレスオブリージュ』（CLOCKUP）の原画、ライトノベル作品『私立!三十三間堂学院』（電撃文庫）の挿絵などがある。同人サークル「まねきねこ」を主宰し、同人活動も行っている。
幼少期からお絵描きが大好きで、専門学校に在籍したのちアニメーターを経験、現在は萌え絵を描くイラストレーターとして活動している。ゴシック・アンド・ロリータの服飾デザインが好みで、レースやフリルなどの素材をはじめ、配色、光の効果などにも自身の嗜好をなるべく反映させた作品制作に努めている。特に、オンライン麻雀ゲーム『桃色大戦ぱいろん』で担当したキャラクター「アリス」は彼女の好みを詰め込んだ作品で、フィギュアとしての立体化を果たし、オンラインゲームに登場するヒロインのコンテストで好評を得た。また、かみやはドールの収集や手入れ・ドール用の衣装デザインにも嗜みがあり、担当したドレスデザインが最優秀賞を獲得するなど、趣味での活動も評価を受けている。

## 経歴
埼玉県の田舎の農家に生まれる。幼稚園入園前からクレヨンでお姫様や魔法少女をモチーフにしたイラストを描くなど、物心ついた時から絵を描くことに没頭して育ち、学生時代の休憩時間にはお絵描きや自身の好きな服のデザインを考案するのに勤しんでいた。また、当時からペンを入れたり、トーンを貼ったりして作品を制作し、地元のイベントに参加していた。その後イラストを描く趣味が高じて、イラストレーターを志望するようになる。美術専攻クラスが設置された高校を卒業後、専門学校のアニメーター科を経て、静止画や中割りを作る動画マンとして短期間アニメーターを経験する。その際の同僚に仕事を紹介してもらったことをきっかけに、美少女ゲームを題材としたアンソロジー作品の制作に携わり、商業での仕事を始める。当時、他のアンソロジー作家がCG作品を寄稿していた一方で、彼女だけがコピックを用いたアナログ彩色で絵を描いていた。2003年頃に趣味でCGイラストを始め、萌え絵を描く仕事を依頼されるようになり、制作環境をアナログからデジタルへ移行させた。2004年には美少女ゲーム雑誌『TECH GIAN』4月号にて、初めてオリジナルキャラクターのイラストを手掛けた。以来PCゲームの原画やライトノベルの挿絵を担当するなど、商業のみで10年以上の活動を経て、2011年の春に同人活動を始め、「COMIC1☆5」にて同人誌即売会への初参加を果たした。2013年には自身初めての画集『かみやまねきアートワークス Flavor of Alice』をリリースさせた。

## 作品制作

### 作風・嗜好

#### 服飾
ゴシック・アンド・ロリータ風のデザインが大好きで、そういった系統の服を考案することも好んでいる。自身が描く女の子の服には、フリルやレースなどの装飾をすすんで取り入れている。とりわけレースを描くことについては、作業時間が増えるにもかかわらず自らの負担になることは無く、レースなどの素材を見ることは大好きだと述べている。一般のファッション誌のほかに、ゴシック・アンド・ロリータを取り扱った雑誌を定期購読していた時期があり、服のデザインを考えるにあたっては、好きなブランドの洋服、あるいは自身のショッピングの際に見つけた洋服を常に参考にしている。そのほか、可愛いと思った小物や色遣いも作品に取り入れるようにしており、自分の趣味嗜好をふんだんに取り入れられるよう検討しながら、自分が目の前にして可愛いと思うデザインや、レースの配置などに思いを巡らせつつ、女の子の魅力が充分に伝わるよう作品を作り上げている。また、キャラクターに着せる服はコスプレで作製・着用出来ることをイメージして描いており、彼女がキャラクターデザイン等を担当したゲーム『桃色大戦ぱいろん』のプロデューサー・白川龍は「服の作りがどうなってるのか、かみやさんのイラストってわかるんですよね。ここがこう繋がってるんだとか、ここで留めてるんだとかわかるといいますか。」とコメントしており、作品をもとにしたコスプレ衣装が作製されたこともある。

#### 色遣い・構図
キャラクターや服などの色の組み合わせ（配色）に関しては、少し変えただけで全体の印象が大きく変わるため、自身の納得がいくまでこだわって決定している。特に好きなのは淡めの色で、ピンク・水色・薄紫色などの使用頻度が高い。その一方、眺める上では大好きだと語る黒色に対して苦手意識を持っており、黒を配置すると作品が映えるようなベース色の明度調節に悩まされるため、としている。構図や姿勢などでは、女の子を輝かせるために可愛く描くことに意識を集中させ、かすかな色気を演出するようにしている。また構図を決定するにあたっては、イラストや写真を眺めることで着想を得ている。

#### その他全般
女の子の体で一番好きな部位は胸で、大きなサイズを好むゆえに、自身の描くキャラクターの胸も大きくなる傾向にある。また髪型では、無意識のうちに描いてしまうほどツインテールが好き。属性の中では、釣り目なキャラクターや眼鏡キャラクターが好み。
作品を目にする人や自分自身から見て「可愛い事、見ていて嬉しくなる事」が何なのかを吟味しつつ、萌え絵でありながらも女性からも可愛いと共感してもらえるような作品制作に努めており、試行錯誤を繰り返しながら楽しみつつ描いている。特に趣味絵を描く際には、自分の嗜好を優先させ、見てもらう側にも楽しんで貰える要素を含ませたいと考えている。

### イラストの制作工程
以下で触れる一連の作業工程（ラフから作品の完成まで）については、2013年現在のものであることに注意されたい。作業環境はモニター2つとペンタブレット。

#### ラフ絵から線画まで
まず大まかなラフ絵を描いて全体の雰囲気や構図を決定し、イラストのテーマや自分の好きな要素を反映させていく。その後、より詳細な線を描きこんでキャラクターの表情や髪型、衣装を確定させていく。その状態のラフ絵で担当者に了承を得たのち、造形のバランスや髪の量の修正を重ねてラフ絵を完成させる。修正が一通り終われば線画の作業に入るが、彼女はフルデジタル環境での作業歴があまり長くないため、輪郭を構成する主線の太さについては模索している段階にある。繊細ながらも立体感が演出できるような、強弱をつけた魅力ある線を目指しつつ、線画を完成させる。また、線画を清書する際にレースを書き加えている。
なお、現在の環境ではラフ作業をペンタブレットでこなしているが、制作時間の短縮が期待できる液晶ペンタブレットに憧れている。フルデジタル環境になる以前はラフ絵のみアナログ環境で描いており、当時は左にある2作品のような絵柄だった。さらに遡ると、線画も太さ0.3mmのシャープペンシルを用いながらアナログで描いていた時期がある。

#### 配色からアニメ塗りまで
次にパーツ毎にレイヤーを分け、おおよその配色を決定して色を塗り分けていく。彼女は配色を決める作業が大好きで、様々な組み合わせを試しているうちに時間を浪費する傾向があるため、敢えて作品のテーマに合うような条件を設けることにしている。そして本格的に色を塗っていく前段階として、キャラクターを塗る際に迷わないように大雑把な背景を描き込んでいく。この作業のついでに、自分の気分を高めるためにキャラクターの瞳だけを先に仕上げてしまうことも多く、塗るタイミングは明確に決まっていない。それほど瞳を塗ることが好きで、本人曰く「ガラスで出来ているようなイメージ」で塗っているという。また、瞳と同時に肌に赤みを入れてしまう。背景の工程が終了すると、キャラクターをアニメ塗りで簡単に塗り進めていく。この時点では全体のバランスを取るために広い範囲で影をつけ、細部は後回しにする。また、影がしつこくならないよう、それでいて少なくなり過ぎないよう注意を払っている。アニメ塗りも彼女の好きな作業の1つで、楽しい工程だと語っている。

#### 本塗りから作品の完成まで
アニメ塗りの後、影を付け加えたり取り去ったりして調整しながら絵を立体的にしていく。また、柔らかいブラシを使用し、主に明るい箇所を消去していくことで光を表現する。この作業の途中で、大まかに決めていた髪や服装の色も試行錯誤していくため、当初予定していた配色と異なってしまうこともある。その後、ニーソックスやリボンのような色の濃いパーツにハイライトを加え、しつこくならないように気を付けながらぼかした影を付け加えるなど、光と影の演出を再度調整して完成へ近づけていく。ラフ絵からここまでの工程には、2009年3月頃から主にSAIを使用している。また、線画を描く際には、CLIP STUDIOを使用することもある。
キャラクターの本塗りの次には、背景を細かく塗っていく。かみやは現実感のある背景があまり得意でないと自己認識しており、代わりに綺麗な色に仕上げることを目標としている。その後Photoshopの覆い焼きツールやハードライトを用いて、作品の雰囲気に見合うようキラキラした光の効果をキャラクターの周囲に付け足す。作品全体を見渡して描き足りないと思った部分を補っていき、最後に色を若干調整して作品を完成させる。

#### 作業時における行動
イラストを描く前には、自分の気持ちを高めて盛り上げるようにしている。もし水着の女の子を描くとすれば、水着を着たイラストにいくつも目を通し、水着の良さを味わいながら自らのテンションを上げていく。また作業中にBGMとして流す音楽や映像のジャンルは多岐にわたり、バラエティやアニメをはじめとするテレビ番組、海外ドラマや映画などの映像作品、アニメソングや声優（特に水樹奈々・田村ゆかり）、ボーカロイドの楽曲、ファイナルファンタジーシリーズやドラゴンクエストシリーズで使用される器楽曲（ゲーム音楽）、もしくは無音などで、作業が捗るBGMは日によって異なる。特にアニメ作品からは刺激を受けつつも、気分転換に役立っているという。

## 人物
かみやによると、自身を動物で例えるならば「ビビりな猫」。また、髪の毛が極めて癖っ毛なため、それを気にして髪をいじるのが習慣となっている。小さいころから祖母が好きで、いつも支えられている家族のことを宝物として挙げている。なお彼女の妹は、第33回白泉社アテナ新人大賞で佳作入賞となった漫画家の神立くみこ。
好きな動物は猫で、理由はほどよい距離感を好むため。また、お酒を飲めない下戸である。食べ物ではワサビが苦手。

### 趣味としてのドール
ドルフィー・ドリームシリーズの球体関節人形「朝倉音夢」（『D.C. 〜ダ・カーポ〜』シリーズのメインヒロイン）を目にしたことがきっかけで、ドール集めやメイク、衣装デザインにのめり込む。イラストレーターとして活動する傍ら、ドールサイト「*Alice*」を立ち上げ、ドールズパーティーやドールショウなどの展示即売会にて、自身がデザインを担当したドール用衣装の販売を行った経験がある。また、2011年にはドルフィー・ドリームシリーズのメーカー、ボークス主催の「『放課後秋葉原ガールズ』ドレスデザイン選手権」にて、「まねき」名義でエントリーしたキャラクター「モエ」のドレスデザインが最優秀賞を受賞し、女の子のイラストについても好評を得た。のちにこの作品は「モエのよそ行きドレスセット」として商品化を果たしている。当該作品については右のリンクより参照されたい。

### イラストレーターとして
「かみやまねき」のペンネームは、商業作品の制作に関わり始めたころから使用している。初対面の人に会った時に自分の本名を間違えて読まれてしまうことが多かったことから、名字を平仮名書きの「かみや」にし、前述した彼女の好きな動物・猫に由来する「招き猫」から取った「まねき」を下の名前に採用した。その結果、「かみやま」が名字だと誤解されることが多く、ペンネームの姓と名の区切りが曖昧になってしまった、とコメントしている。
かみやは、実現不可能なくらいにフリルやレースをたくさんあしらった洋服を着た女の子のキャラクターを見ると、震えるほどに萌えを感じる。特に好きなイラストレーターは、レースやフリルの多い服を描くてぃんくる、光の効果や小物・色遣い、キャラクターの可愛い表情や瞳の魅力に憧れるカントク。両者のイラストは、1枚の絵に世界が広がっているような感覚を覚え、画面や背景の美しさ、独特の空気感に魅了されると述べている。また、イラストを描く上で影響を受けた作品には『シスター・プリンセス』を挙げている。好きなアニメ作品は『美少女戦士セーラームーン』で、「自分の原点」としている。
仕事をこなす中では、自分の作品を見た人がわずかでも心を動かしてもらえることに、イラストレーターとしてのやりがいを感じている。また、自身は可愛い絵が好きだが、大人っぽいキャラクターデザインを依頼されることが多く、その両方を兼ね備えた絵柄になるよう努力してきた。前述の『桃色大戦ぱいろん』では小説『不思議の国のアリス』を参考に、自分の趣向をふんだんに詰め込みながらデザインを担当したキャラクター「アリス」が、珍しくメインキャラクターとして取り上げてもらうこととなった時に幸せを感じた、とコメントしている。ドールが趣味の一つでもある彼女は、自分の描いた作品が立体化されることを夢見ていたため、この「アリス」がねんどろいどとして立体化されることを知らされた時は、念願叶って嬉しい気持ちになったとも語っている。なお同キャラクターは、2009年に株式会社ウェブマネーの運営する「ミスオンラインゲームコンテスト」にノミネートされ、ユーザーからの投票数が一番多いヒロインに与えられる「ミスオンラインゲーム賞」は逃したものの、4Gamer.net編集部によって決定される「4Gamer.net賞」を受賞し、下記のような評価を受けた。
他にも自身の記憶に残る仕事として、『萌えとぴあ』で担当したアバター「ぴあドール」のキャラクターデザインを挙げており、同じく『不思議の国のアリス』をイメージした衣装デザインや色遣いなど、自分の趣味に合った仕事ができたためと理由を語っている。また、2013年現在ではキャラクターデザインの仕事に意欲を見せており、主にマスコットキャラクターやコスプレ用の衣装で、フリルなどを付けた甘美なイメージを持つ可愛らしいデザインに挑戦したいと話している。

## 作品リスト
アダルトゲームを除き、原則として同人作品を含まない。

### アダルトゲーム
| 発売年月日         | タイトル                                        | サークルもしくはブランド名 | 担当                                                                  |
| 同人作品           | 同人作品                                        | 同人作品                   | 同人作品                                                              |
| ------------------ | ----------------------------------------------- | -------------------------- | --------------------------------------------------------------------- |
| 2008年8月13日      | ですさいず                                      | チェーンリアクション       | 原画・彩色・キャラクターデザイン                                      |
| 商業作品           |                                                 |                            |                                                                       |
| 2006年12月22日     | ねとって女神！                                  | ビタミン                   | 原画（線画のみ）・キャラクターデザイン・カレンダー用イラスト          |
| 2008年2月29日      | マジカルハッピー〜魔法はHのてほどき〜           | TOMATO                     | 原画（「マミ先生」のみ）                                              |
| 2008年12月19日     | ミンナノウタ 〜Everyone’s song〜                | めろめろキュート           | イラスト（劇中劇「猛進特急レヴィアたん」）                            |
| 2009年11月27日     | PrettyDevilパラダイス〜ミリオム魔界奪還指令！〜 | ビタミン                   | 原画（「道後梨露」のみ）                                              |
| 2010年4月23日      | ノーブレスオブリージュ                          | CLOCKUP                    | メイン原画（ヒロイン5人他）                                           |
| 2011年4月28日      | relations sister×sister.                        | Aile                       | 原画                                                                  |
| 2012年3月23日      | Friends                                         | Aile                       | 原画                                                                  |
| 2013年11月29日予定 | 夏色マキアート                                  | Maple software             | 原画（「榛名まどか」・「エミリー・金剛・ヴィッカース」のヒロイン2人） |

### 一般向けゲーム
- 2005年6月3日配信開始 - ラブメール2nd（原画・キャラクターデザインを担当[56]） - ボーダフォンの携帯端末向け・関西圏限定での配信[57]。
- 2008年2月5日配信開始 - 二度目のキス（SNKプレイモア、原画・彩色・キャラクターデザインを担当[44]） - SoftBank 3G・FOMAの携帯端末向け[58][59]。
- 2008年9月1日配信開始[† 5] - 桃色大戦ぱいろん（エクストリーム、「アリス」・「姫花」のキャラクターデザイン・CGを担当[44]） - オンラインゲーム。

### 挿絵および表紙

#### ライトノベル
- 『Remember11』シリーズ（ファミ通文庫〈エンターブレイン〉、著者：犬村小六[56]） - イラストレーター、左との共同作品。
- 『私立!三十三間堂学院』シリーズ[† 6]（電撃文庫〈メディアワークス〉、著者：佐藤ケイ） - 漫画雑誌『電撃帝王』Vol.2 - 11連載時にもカラー挿絵を担当[44][56]。
- 『やせいのいしおの！ 〜異世界ケモミミサバイバル〜』シリーズ（電撃文庫〈メディアワークス〉、著者：佐藤ケイ）
- 『嫌われ勇者を演じた俺は、なぜかラスボスに好かれて一緒に生活してます！』（ブレイブ文庫〈一二三書房〉、著者：らいと）

#### 単行本
- ドールソーイングBOOK はじめてのメイド服 -Dollfie Dream-（2013年3月28日、著者：荒木さわ子、出版：ホビージャパン[66]） - 表紙・デザイン・各種イラストを担当[67]。

### ジャケットイラスト
- 『私立！三十三間堂学院』ドラマCD（2007年6月4日、発売：アスキー・メディアワークス[68]）
- カレシ×レシピ Menu-1〜カレシと作る、こねこねハンバーグととろ〜りブリュレ〜（2009年3月20日、発売：AT-X[69]）
- カレシ×レシピ Menu-2〜アイツに教わる、ぷりっとエビチリとふんわり杏仁〜（2009年5月27日、発売：AT-X[70]）
- 『relations sister×sister.』 サウンドトラックCD（2011年4月28日、発売：TwinTail MUSIC[71]）

### 画集
- かみやまねきアートワークス Flavor of Alice（2013年3月27日、出版：メディエイション[18]）

### アンソロジー作品
本節では、複数の作家が制作に参加した、雑誌を含まない商業書籍を列挙する。雑誌に掲載されたイラスト作品群は煩雑になるため、取り上げない。主にかみやの公式サイトにある仕事履歴を参照したが、タイトルに表記揺れが多いため、出版社の公式サイトや表紙をもとに修正を加え、特定を可能にするためのISBNコードを併記した。
| 発売年月 | 発売年月 | タイトル                                                               | 出版社名             | ISBN                   | 担当した作品                   |
| -------- | -------- | ---------------------------------------------------------------------- | -------------------- | ---------------------- | ------------------------------ |
| 2002年   | 11月     | ハートフル4コマ Kanon 2                                                | 宙出版               | ISBN 978-4-87287-754-0 | カラーイラスト                 |
| 2002年   | 11月     | Piaキャロットへようこそ!!3 アンソロジーコミック2                       | 宙出版               | ISBN 978-4-7577-1169-3 | カラーイラスト                 |
| 2002年   | 12月     | パンドラの夢                                                           | 宙出版               | ISBN 978-4-87287-768-7 | カラーイラスト                 |
| 2003年   | 1月      | あいかぎ 〜ひだまりと彼女の部屋着〜                                    | 宙出版               | ISBN 978-4-87287-788-5 | カラーイラスト                 |
| 2003年   | 2月      | こみっくパーティー コミックアンソロジー Vol.9                          | 宙出版               | ISBN 978-4-7580-0026-0 | カラーイラスト                 |
| 2003年   | 3月      | 月姫 ごちゃまぜ!! Blue Blue Glass Moon, Under The Crimson Air.         | 宙出版               | ISBN 978-4-87287-863-9 | カラーイラスト                 |
| 2003年   | 4月      | ハートフル4コマ Kanon 3                                                | 宙出版               | ISBN 978-4-7767-1035-6 | ピンナップ                     |
| 2003年   | 4月      | 月姫6                                                                  | 宙出版               | ISBN 978-4-7767-1032-5 | 裏表紙                         |
| 2003年   | 5月      | SNOW アンソロジーコミック                                              | エンターブレイン     | ISBN 978-4-7577-1464-9 | カラーイラスト                 |
| 2003年   | 5月      | アンソロジーコミック 歌月十夜4                                         | 宙出版               | ISBN 978-4-7767-1052-3 | カラーイラスト                 |
| 2003年   | 5月      | Kanon 17 アンソロジーコミック                                          | 宙出版               | ISBN 978-4-7767-1051-6 | 裏表紙                         |
| 2003年   | 7月      | メルティブラッド アンソロジーコミック                                  | エンターブレイン     | ISBN 978-4-7577-1520-2 | カラーイラスト                 |
| 2003年   | 7月      | Kanon 18 アンソロジーコミック                                          | 宙出版               | ISBN 978-4-7767-1084-4 | カラーイラスト                 |
| 2003年   | 8月      | Kanon〜天使が見る夢〜 あゆ編                                           | 宙出版               | ISBN 978-4-7767-1102-5 | 表紙                           |
| 2003年   | 9月      | 月姫 ごちゃまぜ!!2 Blue Blue Glass Moon, Under The Crimson Air. 幕の内 | 宙出版               | ISBN 978-4-87287-893-6 | カラーイラスト                 |
| 2003年   | 10月     | MELTY BLOOD 3                                                          | 宙出版               | ISBN 978-4-7767-1138-4 | ピンナップ                     |
| 2003年   | 11月     | 月姫 アンソロジーコミック 6 KISS!!                                     | エンターブレイン     | ISBN 978-4-7577-1639-1 | カラーイラスト                 |
| 2003年   | 12月     | メルティブラッド アンソロジーコミック2                                 | エンターブレイン     | ISBN 978-4-7577-1678-0 | 裏表紙                         |
| 2003年   | 12月     | 天使のいない12月                                                       | 宙出版               | ISBN 978-4-7767-1182-7 | カラーイラスト                 |
| 2004年   | 1月      | 月姫 ごちゃまぜ!!3 Blue Blue Glass Moon, Under The Crimson Air. 福袋   | 宙出版               | ISBN 978-4-7767-9014-3 | カラーイラスト                 |
| 2004年   | 8月      | 月姫11                                                                 | 宙出版               | ISBN 978-4-7767-1366-1 | 裏表紙                         |
| 2004年   | 8月      | Fate/stay night アンソロジーコミック4                                  | エンターブレイン     | ISBN 978-4-7577-1976-7 | カラーイラスト                 |
| 2004年   | 11月     | Fate/stay night 5                                                      | 宙出版               | ISBN 978-4-7767-1443-9 | ピンナップ                     |
| 2004年   | 12月     | MELTY BLOOD 11                                                         | 宙出版               | ISBN 978-4-7767-1482-8 | 表紙                           |
| 2005年   | 3月      | ToHeart2 first period                                                  | 宙出版               | ISBN 978-4-7767-1579-5 | カラーイラスト                 |
| 2005年   | 3月      | マジキューVol.13                                                       | エンターブレイン     | ISBN 978-4-7577-2275-0 | カラーイラスト                 |
| 2005年   | 7月      | Tears to Tiara                                                         | 宙出版               | ISBN 978-4-7767-1664-8 | カラーイラスト                 |
| 2005年   | 8月      | フロンティアライン 無限のファンタジア 上級ルールブック                 | トミーウォーカー     | ISBN 978-4-7753-0409-9 | カラーイラスト                 |
| 2006年   | 3月      | マジキューVol.25                                                       | エンターブレイン     | ISBN 978-4-7577-2773-1 | カラーイラスト                 |
| 2006年   | 8月      | 電撃hp VOLUME 43                                                       | メディアワークス     | ISBN 978-4-8402-3565-5 | 表紙・カラーイラスト           |
| 2006年   | 12月     | Kanonアンソロジーコミックス ベストセレクション1                        | 宙出版               | ISBN 978-4-7767-2116-1 | 裏表紙                         |
| 2007年   | 3月      | まじもえSPECIAL SELECTION                                              | エンターブレイン     | ISBN 978-4-7577-3446-3 | カラーイラスト                 |
| 2007年   | 4月      | もえ☆スタ 創刊号                                                       | 未来少年             | ISBN 978-4-903712-01-7 | コーナー連載                   |
| 2007年   | 6月      | もえ☆スタ Vol.2                                                        | 未来少年             | ISBN 978-4-903712-02-4 | コーナー連載                   |
| 2007年   | 8月      | もえ☆スタ Vol.3                                                        | 未来少年             | ISBN 978-4-903712-03-1 | コーナー連載                   |
| 2007年   | 8月      | マジキュー4コマ 乙女はお姉さまに恋してる3                              | エンターブレイン     | ISBN 978-4-7577-3705-1 | 表紙                           |
| 2007年   | 10月     | もえ☆スタ Vol.4                                                        | 未来少年             | ISBN 978-4-903712-04-8 | コーナー連載                   |
| 2007年   | 12月     | もえ☆スタ Vol.5                                                        | 未来少年             | ISBN 978-4-903712-05-5 | コーナー連載・表紙・カレンダー |
| 2008年   | 2月      | もえ☆スタ Vol.6                                                        | 未来少年             | ISBN 978-4-903712-06-2 | コーナー連載                   |
| 2008年   | 2月      | もえのレシピ                                                           | ビデオ出版           | ISBN 978-4-89212-072-5 | カラーイラスト                 |
| 2008年   | 4月      | もえ☆スタ Vol.7                                                        | 未来少年             | ISBN 978-4-903712-07-9 | カレンダー                     |
| 2008年   | 6月      | クリエイターのためのおんなのこデータベース 2008 -ファッション編-       | ジャイブ             | ISBN 978-4-86176-536-0 | カラーイラスト                 |
| 2008年   | 8月      | 萌え萌え魔法事典                                                       | イーグルパブリシング | ISBN 978-4-86146-145-3 | カラーイラスト                 |
| 2008年   | 12月     | もえ☆スタ Vol.11                                                       | 未来少年             | ISBN 978-4-903712-11-6 | カラーイラスト                 |
| 2009年   | 3月      | クリエイターのためのおんなのこデータベース 改訂版 -ファッション編-     | ジャイブ             | ISBN 978-4-86176-664-0 | カラーイラスト                 |
| 2010年   | 5月      | ガールズ ガールズ ガールズ！ 5〜Pure Girl Collection〜                 | 廣済堂出版           | ISBN 978-4-331-90031-4 | カラーイラスト                 |
| 2011年   | 6月      | マジキュー4コマ 桃色大戦ぱいろん (1)                                   | エンターブレイン     | ISBN 978-4-04-727331-3 | 表紙                           |

### インターネット上で公開された作品
- 無限のファンタジア イラスト多数（トミーウォーカー、2003年11月30日より[82]）
- 株式会社ウィンベル 2004年の暑中見舞いイラスト（2004年8月8日公開[56][83]）
- キャラクターライブチャット『もえちゃっと☆』 季節ごとのトップ絵・キャラクターデザイン・広告絵など多数（エムオハ・クリエイト、2005年7月30日より[15][44][56]）
- @とらのあな 携帯向けイラスト壁紙（2007年2月1日公開[84]）
- Galge.com オリジナル壁紙（2007年4月20日・5月11日公開[85]）
- 声優、胡桃れみによるコールサービス用イメージキャラクター「嶋崎可南子」のイラスト（2009年2月10日公開[86][87]）
- Android用無料ゲストイラストアプリ第三弾『「かみやまねき」さん ADWテーマ【萌えドロイド】』 壁紙およびアイコン（プロセスデザイン、2011年5月28日公開[88]）
- 同人総合情報サイト「nicomi.com」 描き下ろしチラシイラスト兼壁紙（2011年9月1日公開[89]）
- 『TECH GIAN』×萌えとぴあ コラボレーション企画第二弾 「ぴあドール」用パーツセット「アリス少女」キャラクターデザイン（2011年11月30日発売[90]）

### その他
- 『TECH GIAN』2004年4月号の付録DVDに収録された壁紙イラスト[91]
- とらのあな 広島店5周年記念テレカイラスト（2006年[92]）
- PCゲーム『明日の君と逢うために』特製ビジュアルブック カラーイラスト（Purple software、2007年11月30日発売[93]）
- PCゲーム『ミンナノウタ 〜Everyone's song〜』予約購入特典『ミンナノイラスト集』 応援・劇中歌イラスト[94]（めろめろキュート、2008年12月19日発売[95]）
- メロンブックス ポイント交換テレホンカード用イラスト（2010年10月[96]）
- キャラコレ オリジナルキャラクター「佐藤アンジェリカ」抱き枕カバー（2011年6月30日発売[97]）